# قانون اساسی میجی
قانون اساسی میجی (به ژاپنی: 明治憲法 Meiji Kenpō) قانون اساسی امپراتوری ژاپن است که از ۲۹ نوامبر ۱۸۹۰ میلادی تا ۲ مه ۱۹۴۷ مه معتبر بود.
قانون اساسی میجی، قانون اساسی ژاپن از سال ۱۸۸۹ تا ۱۹۴۷ بود. پس از اصلاحات میجی (۱۸۶۸)، رهبران ژاپن به دنبال ایجاد قانون اساسی بودند که ژاپن را به عنوان یک کشور توانا و مدرن که در عین حفظ قدرت خود به کشوری شایسته احترام غربی تبدیل کند. سند حاصل که عمدتاً کار دست گنرو (از نظر معنی یعنی سیاستمدار بزرگ) ایتو هیروبومی بود، خواستار یک پارلمان دو مجلسی (دایت ملی) با مجلس سفلی منتخب و نخست‌وزیر و کابینه منصوب توسط امپراتور بود. در این قانون به امپراتور ژاپن کنترل عالی ارتش و نیروی دریایی داده شد. شورای خصوصی متشکل از گنروی میجی که قبل از قانون اساسی ایجاد شده بود، به امپراتور مشاوره می‌داد و قدرت واقعی را در اختیار داشت. محدودیت‌های رأی‌گیری که رأی‌دهندگان را به حدود ۵ درصد از جمعیت مردان بالغ محدود می‌کرد، طی ۲۵ سال آینده کاهش یافت و منجر به حق رأی عمومی مردان شد. احزاب سیاسی در دهه ۱۹۲۰ از قدرت محدود خود نهایت استفاده را می‌بردند، اما در دهه ۱۹۳۰ ارتش بدون نقض قانون اساسی توانست کنترل خود را اعمال کند. پس از جنگ جهانی دوم، قانون اساسی تصویب شده توسط ایالات متحده مبنی بر اینکه «قدرت مستقل در اختیار مردم است» جایگزین قانون اساسی میجی شد.